# Histoire de Cognac

Les armoiries de la ville de Cognac se blasonnent ainsi :
De gueules au cavalier casqué d'argent, sur un cheval de même, contourné, tenant un bâton d'argent terminé par une fleur de lis d'or ; au chef cousu d'azur chargé de trois fleurs de lis d'or..
Devise :
Civium fides fortitudo mea.
Historique :
Ces armoiries dans leur forme actuelle datent de 1817,.

L'histoire de Cognac commence à la préhistoire comme le montrent les vestiges du Paléolithique supérieur mis au jour à la grotte de La Trache tout à côté de Cognac et se poursuit au Néolithique comme le prouve la présence du dolmen de Séchebec dans la ville même. Des vestiges de l'Antiquité gallo-romaine retrouvés montrent la continuité de l'occupation humaine à Cognac. Le site de la ville est celui d'une confluence ce qui laisse à penser que le Condate qui figure sur la Table de Peutinger pourrait être le Cognac antique. À l'époque mérovingienne comme à l'époque carolingienne, le site a été occupé par l'homme mais c'est au XIe siècle que l'on trouve la plus ancienne mention écrite désignant le lieu Commiaco puis Conniaco qui devint par la suite Cognac. La ville se développa au Moyen Âge autour de son château et de son prieuré bénédictin. La seigneurie de Cognac fut tantôt possession française, tantôt possession anglaise jusqu'à la fin du XIVe siècle où rattachée au comté d'Angoulême, elle échut à la famille d'Orléans. Le plus illustre de ses membres naquit à Cognac et devint roi de France, en 1515, sous le nom de Fançois Ier. C'est à l'époque moderne que d'habiles Cognaçais allaient permettre à la ville - par la fabrication d'un alcool - d'acquérir une renommée mondiale. Depuis lors, le cognac fait la prospérité de la ville. L'histoire de Cognac ne saurait cependant se résumer à l'histoire du cognac...

## Préhistoire

### Paléolithique, la grotte de La Trache

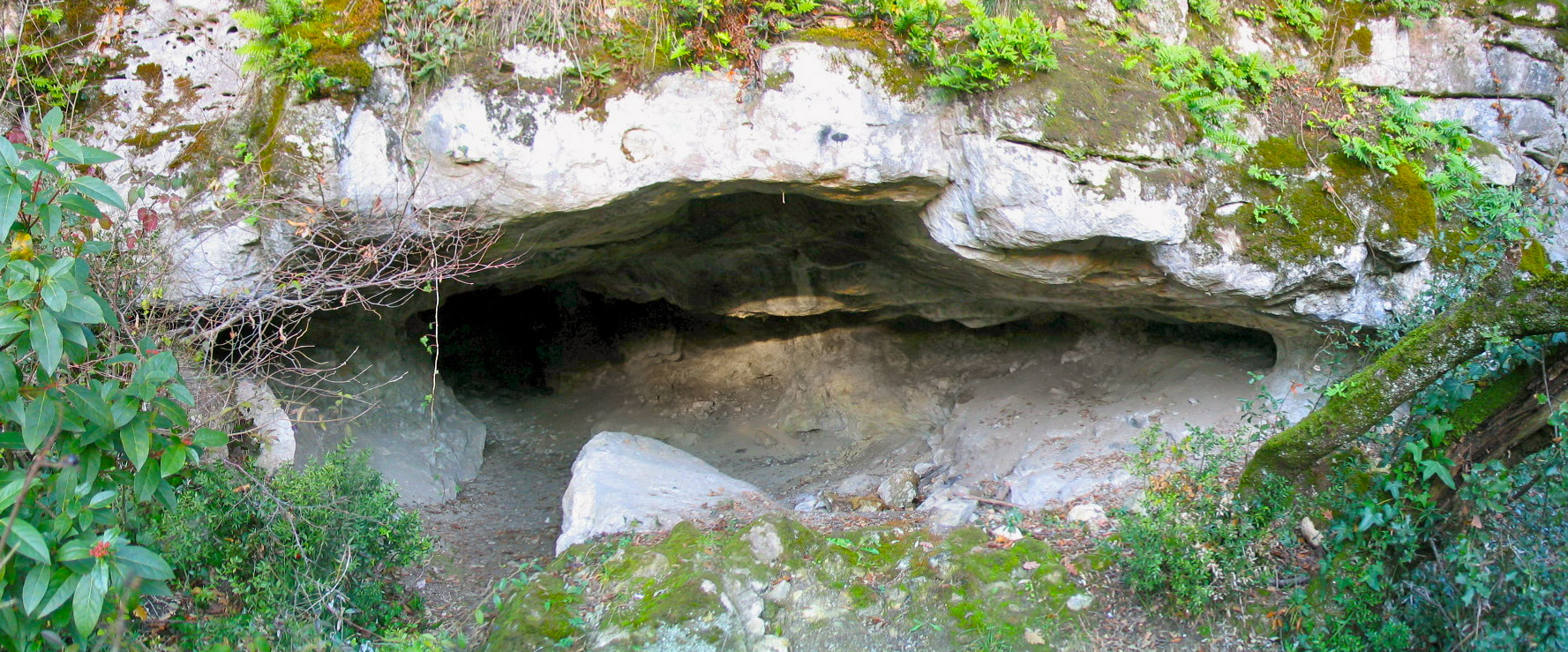
La Trache, grotte n°2

Le territoire de la commune fut habité depuis le Paléolithique. Sur le territoire de la commune de Châteaubernard, voisine de Cognac, au lieu-dit La Trache, une première grotte a été fouillée vers 1890 par Henri Germain. On y a découvert des artefacts du Paléolithique supérieur (époque du Magdalénien) ainsi qu'une dent qui aurait appartenu à l'homme de Néanderthal. Tout le matériel archéologique de cette fouille a été perdu.
En 1959 à la suite de la découverte par des apprentis spéléologues d'un squelette et d'une lance dans une seconde grotte, toujours à La Trache, Des fouilles ont été entreprises. Furent mis au jour des artefacts du Moustérien ou de l'Aurignacien. Dans la couche inférieure des os de faune paléolithique archaïque et des outils grossiers ont été retrouvés. La couche moyenne ne comportait plus qu'un squelette complet mais en aurait renfermé au moins sept. Il était accompagné d'un poignard en cuivre, d'une pointe de flèche en silex, d'un morceau de poinçon en os et de parures, dentales et perles.
Parmi les fragments osseux retrouvés, 598 ont pu être rapportés à divers animaux, des herbivores, le grand bœuf sauvage ou aurochs, le renne, le cheval (Equus caballus), l'âne ancien ou hydrontin, le rhinocéros à narines cloisonnées et des carnivores, hyène des cavernes, ours des cavernes, renard polaire, antilope saïga..
La couche supérieure renfermait des tessons de céramique campaniforme.

### Néolithique, le dolmen de Séchebec

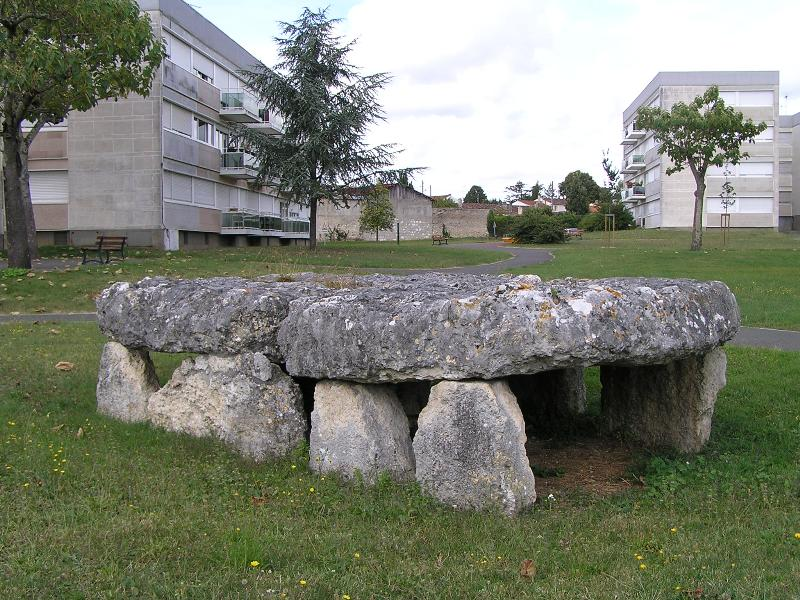
Dolmen de la cité du dolmen à Cognac

Des artéfacts archéologiques datant de l'époque néolithique ont été mis au jour sur le territoire de la commune de Cognac, à Crouin, Saint-Martin et La Trache.
L'élément le plus visible de cette période est le dolmen de Séchebec situé en ville, dans cité du dolmen. Dans les environs de Cognac, se trouvent encore plusieurs autres dolmens : le dolmen de Garde-Épée à Saint-Brice, le dolmen de la Combe des Dames à Châteaubernard, le dolmen de Saint-Fort-sur-le-Né et le dolmen des Courades à Saint-Même-les-Carrières.
Des fouilles archéologiques effectuées en 1958, ont permis de mettre au jour des ossements humains correspondent à une dizaine d'adultes et quatre enfants au moins. Le matériel lithique découvert correspond à soixante-deux outils en silex (pointes de flèches, couteaux, éclats, lames, grattoir) et un fragment de meule dormante. Deux poinçons et un fragments d'un troisième composaient l'outillage en os. Les éléments de parure retrouvés se composent d'une centaine de dentales, de coquillages (nucella lapillus... la construction du dolmen pourrait dater de ~3400 av J.C. (Culture de Peu-Richard).

## Antiquité
C'est dans l'Antiquité gallo-romaine que le nom Cognac s'est formé. Il vient du latin Conniacum qui viendrait lui-même du nom d'un domaine ayant appartenu à une famille nommée Connius (nom de famille latin dérivé du gaulois Connus).
Il pourrait aussi s'agir du site Condate, mansio ou simple mutatio (sorte de relais de poste) sur l'ancienne voie romaine de Saintes à Périgueux dite « chemin Boisné » reliant Mediolanum Santonum (Saintes) à Vesunna (Périgueux), inscrit sur la table de Peutinger. Cette interprétation a été mise en doute par certains qui placeraient plus volontiers ce Condate sur le site de Merpins ou de Crouin. Le nom de Cognac, située au confluent de la Charente et de l’Antenne, pourrait cependant correspondre (Condate est un toponyme gaulois pour désigner une confluence).

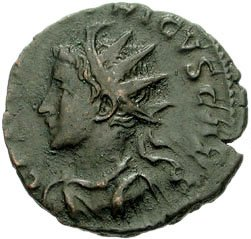
Antoninien de Tetricus II

Les sites gallo-romains sont nombreux à Cognac et dans ses environs. Sur la rive gauche de la Charente, la villa de Chatenay qui comporte en bord de fleuve l'aménagement d'un quai. D'autre part, il subsiste plusieurs signes d'occupation humaine datant de l'époque romaine dans la ville même de Cognac, le long du canal Jean-Simon et près de la fontaine Saint-Martin. Sur la rive droite, tout un habitat romain était édifié à la confluence de la Charente et de l'Antenne.
Les vestiges les plus importants sont ceux qui ont été fouillés au lieu-dit, la Haute-Sarrasine : une villa de plus de 80 m de long, occupée du IIe siècle au IIIe siècle. On y a retrouvé la trace d'une dizaine de bassins servant aux activités agricoles, viticoles ou artisanales. Y ont été mises au jour 101 monnaies, dont 21 sesterces des règnes de Trajan à Commode, et 78 antoniniens réguliers et irréguliers, des règnes de Gallien à Tetricus II. De la céramique sigillée de luxe ou de semi-luxe de la fin du IIIe siècle, ainsi que des outils en fer (deux petites serpes et deux serpettes ou guignettes) on également été retrouvées.

## Moyen Âge

### Haut Moyen Âge, Saint-Martin, village mérovingien et carolingien
Des traces attestent l'existence au faubourg Saint-Martin d'un petit village mérovingien puis carolingien autour d'une source, lieu de culte païen, la « fontaine Saint-Martin », près de laquelle fut édifiée une chapelle au IVe siècle, dédiée à saint Martin. La petite église romane actuelle date du XIe siècle. Chaque année jusqu’au XVIIe siècle, les pèlerins venaient y prier. Des fouilles pratiquées le long du flanc sud de l’église ont révélé l'existence d'une vaste nécropole et ont permis d’exhumer plusieurs couches de sépultures dont certaines remontent à l’époque mérovingienne. Cette nécropole a été utilisée du VIIe au XVIIIe siècle.
Afin de protéger les rives de la Charente des raids vikings, vers le milieu du Xe siècle, Itier de Villebois, vassal de Guillaume Taillefer, comte d'Angoulême, fit construire le castrum de Cognac. Un bourg se forma alors autour du castrum.

### Moyen Âge classique, Cognac sur la route de pèlerinages
On trouve les premières mentions écrites de l'existence de Cognac au XIe siècle : Commiaco vers 1075-1101 (Cart. égl. Ang.) ; Conniaco vers 1080 ; Cumniaco (Cart. St-J.-d'Ang.) ; Comprniacum 1270 (Cart. Barb.).

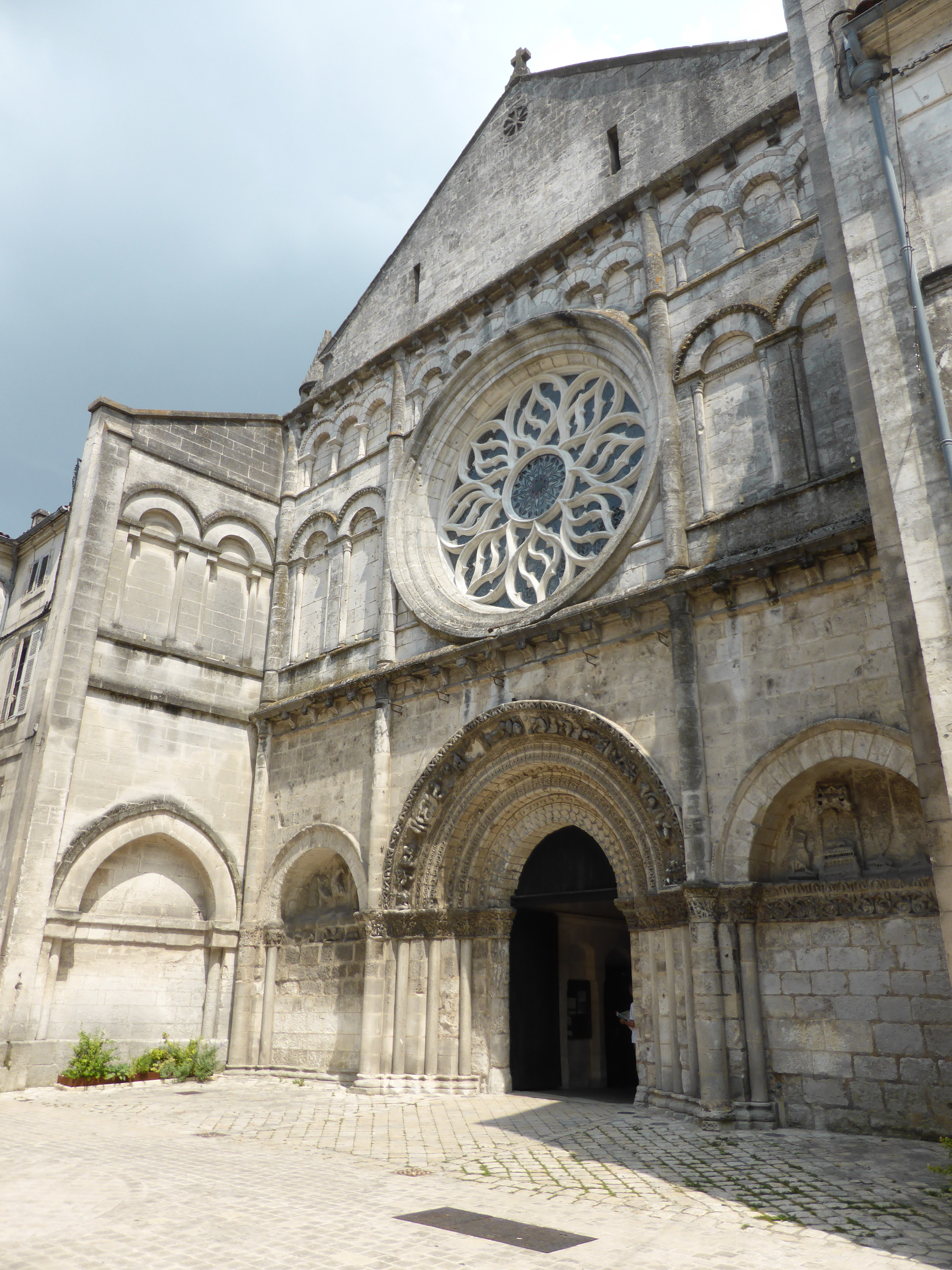
Façade de l'église Saint-Léger de Cognac.

Vers l'an 1000, Itier et Arnaud de Villebois fondateurs de la dynastie des Arnaldides, s'installèrent sur le futur site de Cognac et y construisirent un petit castrum en bois.
En 1016, ce sont les moines bénédictins venus de l'abbaye Saint-Léger d'Ébreuil qui s'installèrent sur les hauteurs de la ville. Le prieuré Saint-Léger fut fondé en 1031 par Itier II, seigneur de Cognac. Il a été partiellement détruit durant la guerre de Cent Ans puis durant les guerres de religion. L'église prieurale dédiée à saint Léger fut construite en pierre à partir de 1130, en style roman et fut modifiée au XIIIe siècle (voûtes d'ogives), aux XIVe et XVe siècles (rose flamboyante de la façade).
Au cours du Moyen Âge, Cognac se trouvait sur un itinéraire secondaire fréquenté par les pèlerins se rendant au sanctuaire de Saint-Jacques-de-Compostelle et ceux allant vénérer les reliques de saint Eutrope à Saintes depuis le Limousin et le Périgord, itinéraire longeant de la Charente par Angoulême.
Bardon Ier, seigneur de Cognac participa à la Première croisade et à la prise de Jérusalem, en 1099. Son fils, Itier IV fonda, en 1148 l'abbaye cistercienne Notre-Dame de La Frenade. Itier V aurait fondé, vers 1170, l'aumônerie Saint-Jacques pour les pèlerins se rendant à Saint-Jacques de Compostelle. Cette aumônerie était construite à l'emplacement de l'actuelle église Saint-Jacques,. Itier V fut le dernier seigneur de Cognac de la dynastie des Arnaldides, sa fille Amélie de Cognac fut placée sous la tutelle de Richard Cœur de Lion, roi d'Angleterre et comte de Poitiers dont les Arnaldides étaient vassaux. Elle épousa Philip Fitzroy ou de Falconbridge (1180-1211), bâtard du roi d'Angleterre. C'est aussi à cette période que le château fut reconstruit en pierre et qu'une première fortification encerclant le bourg fut construite.
En 1204, Philip Fitzroy vendit les trois seigneuries de Cognac, Jarnac et Merpins à son oncle, Jean sans Terre, roi d'Angleterre qui avait épousé Isabelle Taillefer, héritière du comté d'Angoulême. Jean sans Terre séjourna à Cognac en 1200, 1202 et 1214. Il accorda  à la ville de Cognac une charte communale, en 1215 et détacha la seigneurie de Cognac du comté de Poitiers pour la rattacher au comté d'Angoulême, son épouse, Isabelle Taillefer était l'héritière du comté d'Angoulême. En 1226, après dix ans de conflit, leur fils, le roi Henri III d'Angleterre céda à sa mère remarié avec Hugues de Lusignan, les seigneuries de Cognac, Jarnac et Merpins. A son décès, le 4 juin 1246, les châteaux de Cognac, Archiac et Merpins ainsi que les vignobles des Borderies au nord de Cognac allèrent à son fils Guy de Lusignan.
En 1270, Guy de Lusignan, seigneur de Cognac, Merpins et Archiac, reçut dans son château de Cognac, le roi de France Philippe III le Hardi, dont il était le vassal. En 1262, Guy de Lusignan renouvela les privilèges de la commune de Cognac en les précisant, fit reconstruire le château et fonda le couvent des cordeliers où il fut inhumé en 1288.
En 1289, le roi Edouard Ier d'Angleterre, fit occuper par le sénéchal de Saintonge, les châteaux de Cognac et de Merpins qu'il dut rendre au bout de deux mois et demi.

### Bas Moyen Âge, Cognac définitivement rattachée au royaume de France
En 1308, le roi Philippe le Bel réunit la seigneurie de Cognac au domaine royal. Il précisa dans son testament de 1314 que l'Angoumois et les châtellenies de Cognac et de Merpins ne devaient pas être détachés du domaine royal. Néanmoins, en 1318, son fils, le roi Charles IV accorda à sa nièce Jeanne de Navarre, l'apanage du comté d'Angoulême et en 1328 les fiefs de Cognac et de Merpins. L'Angoumois et le Cognaçais furent donnés par le roi Jean le Bon au connétable Charles de la Cerda, en 1350. Celui-ci confirma, en 1351, les privilèges communaux de Cognac. A sa mort, en 1353, la seigneurie de Cognac et le comté d'Angoulême revinrent au domaine royal.
Pendant la guerre de Cent Ans, après la défaite de Poitiers, par le traité de Brétigny de 1360, Angoumois et Cognaçais furent cédés au roi d'Angleterre Edouard III. John Chandos en prit possession au nom du roi d'Angleterre. La châtellenie de Cognac fut donné au captal de Buch, chef de guerre au service d'Edouard III. Le captal de Buch administra la terre de Cognac pour le Prince noir, fils d'Edouard III, qui séjourna à plusieurs reprises au château de Cognac. C'est de Cognac qu'il partit en 1369 sans plus y revenir pour châtier les habitants de Limoges révoltés.
Le connétable Bertrand du Guesclin, après avoir reconquis Poitiers, Niort, Angoulême et La Rochelle, négocia avec les Anglais le retour de Cognac au royaume de France. Le 1er juin 1375, il rentrait en vainqueur dans la ville aux côtés de Jean de Berry, frère cadet du roi Charles V. C'est à partir de ce moment que l'on trouve dans les textes les termes « principauté de Cognac » pour désigner la châtellenie qui appartenait à un membre de la famille royale de France.
Le château de Merpins après un long siège de six ans mené par le maréchal de Sancerre fut repris aux Anglais, en 1387. Le roi Charles VI ordonna ensuite sa destruction.
Ce n'est qu'en 1448 que la ville est définitivement reprise aux Anglais, par le duc François Ier de Bretagne.
Après Jean de Berry, la seigneurie de Cognac et le comté d'Angoulême passèrent à Louis d'Orléans, frère cadet du roi Charles VI puis à son fils Jean d'Orléans qui se fixa à Cognac après sa captivité en Angleterre et releva le château de ses ruines. Sa piété et sa générosité lui ont valu d'être passé à la postérité sous le nom de « Bon comte Jean ». Son fils Charles d'Orléans naquit au château de Cognac, épousa Louise de Savoie et de cette union naquirent Marguerite et François d'Angoulême.

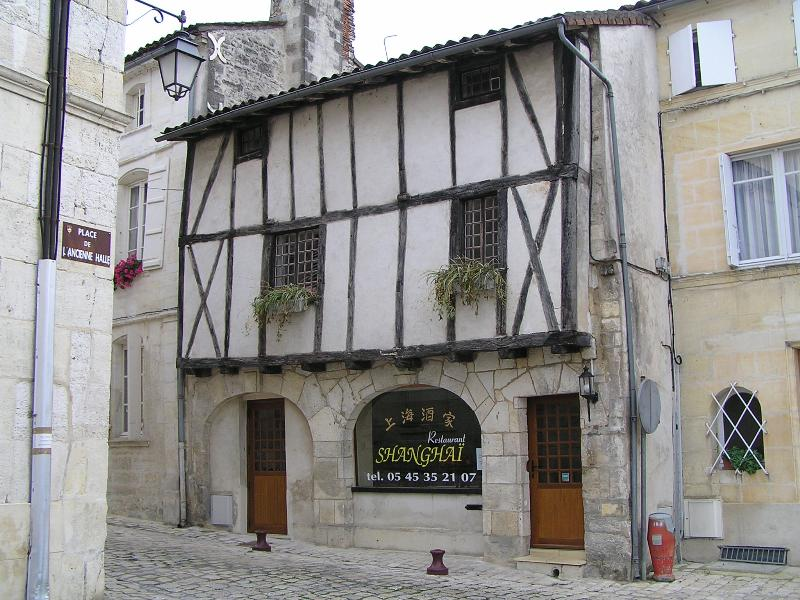
Maison du vieux Cognac, grande rue
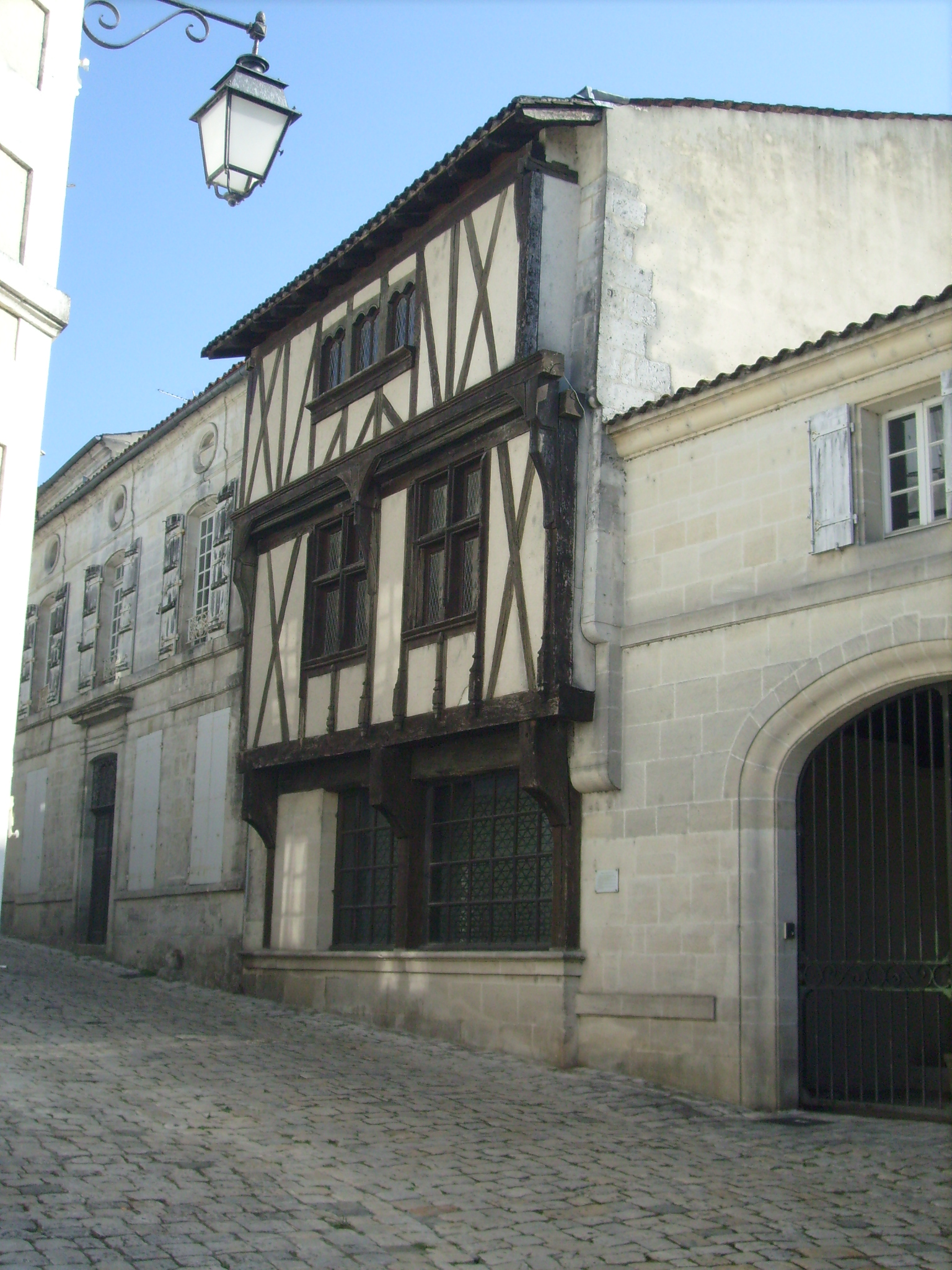
Maison à colombages du vieux Cognac
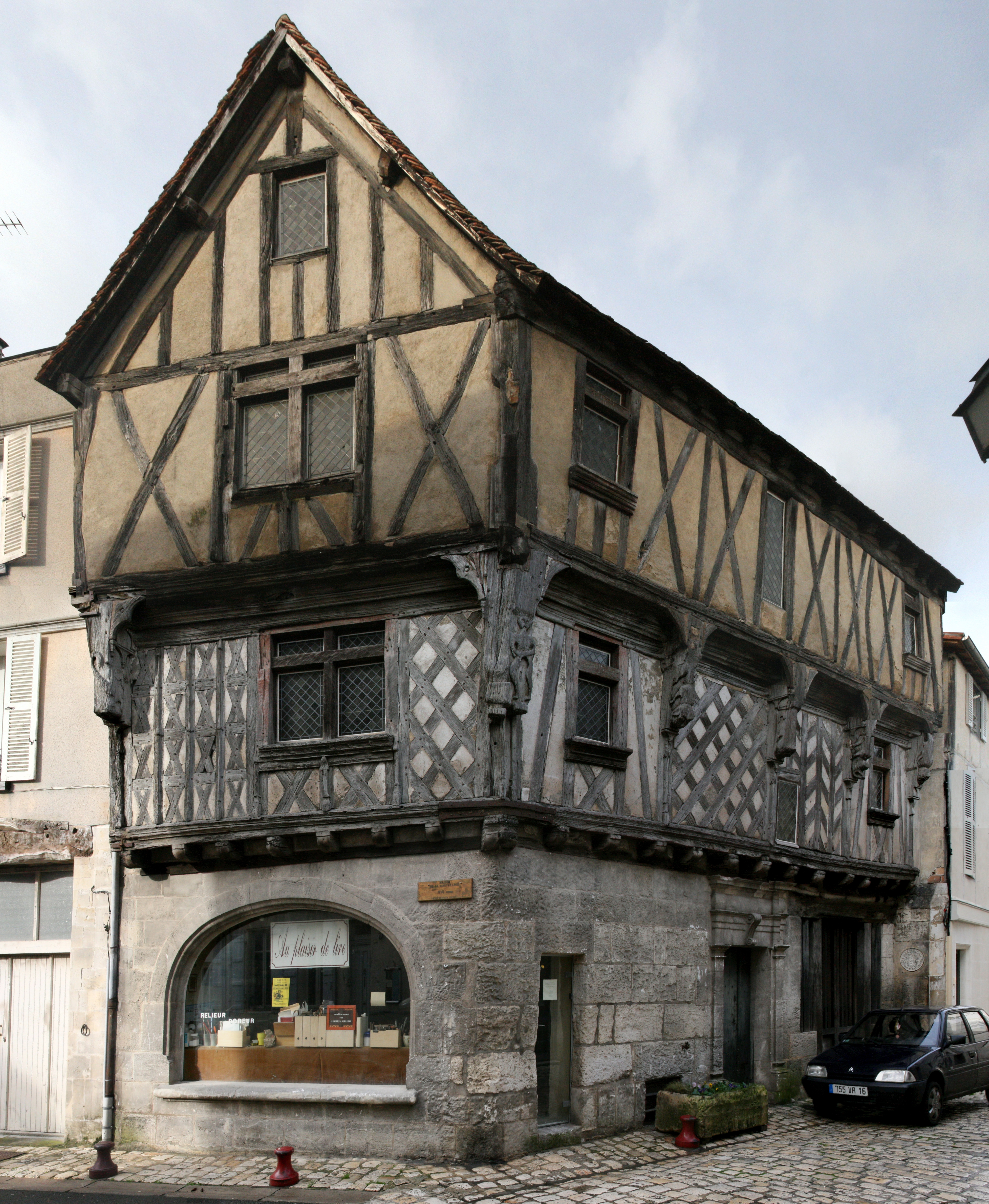
Maison de la Lieutenance
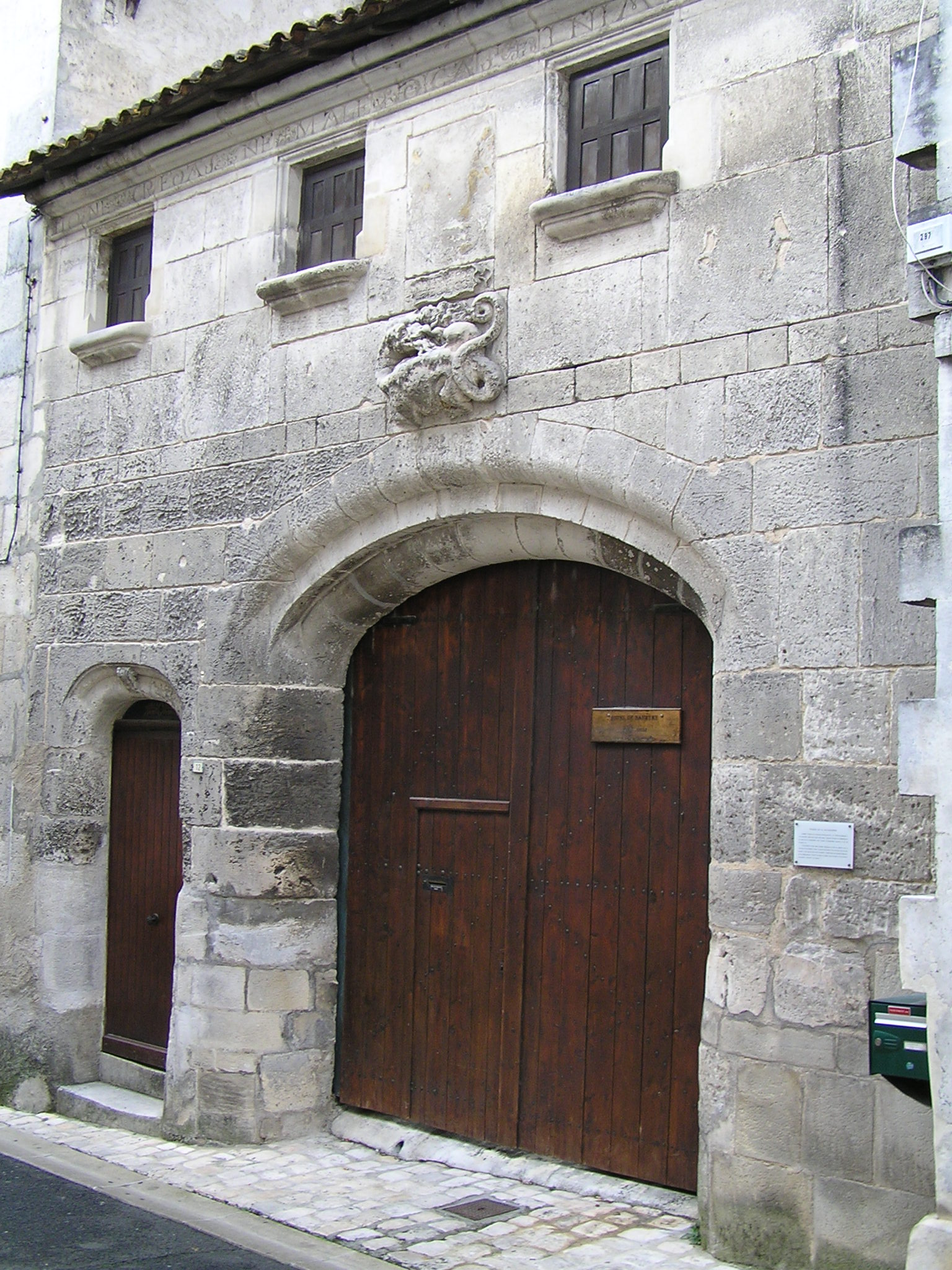
Portail de l'Hôtel de Rabayne
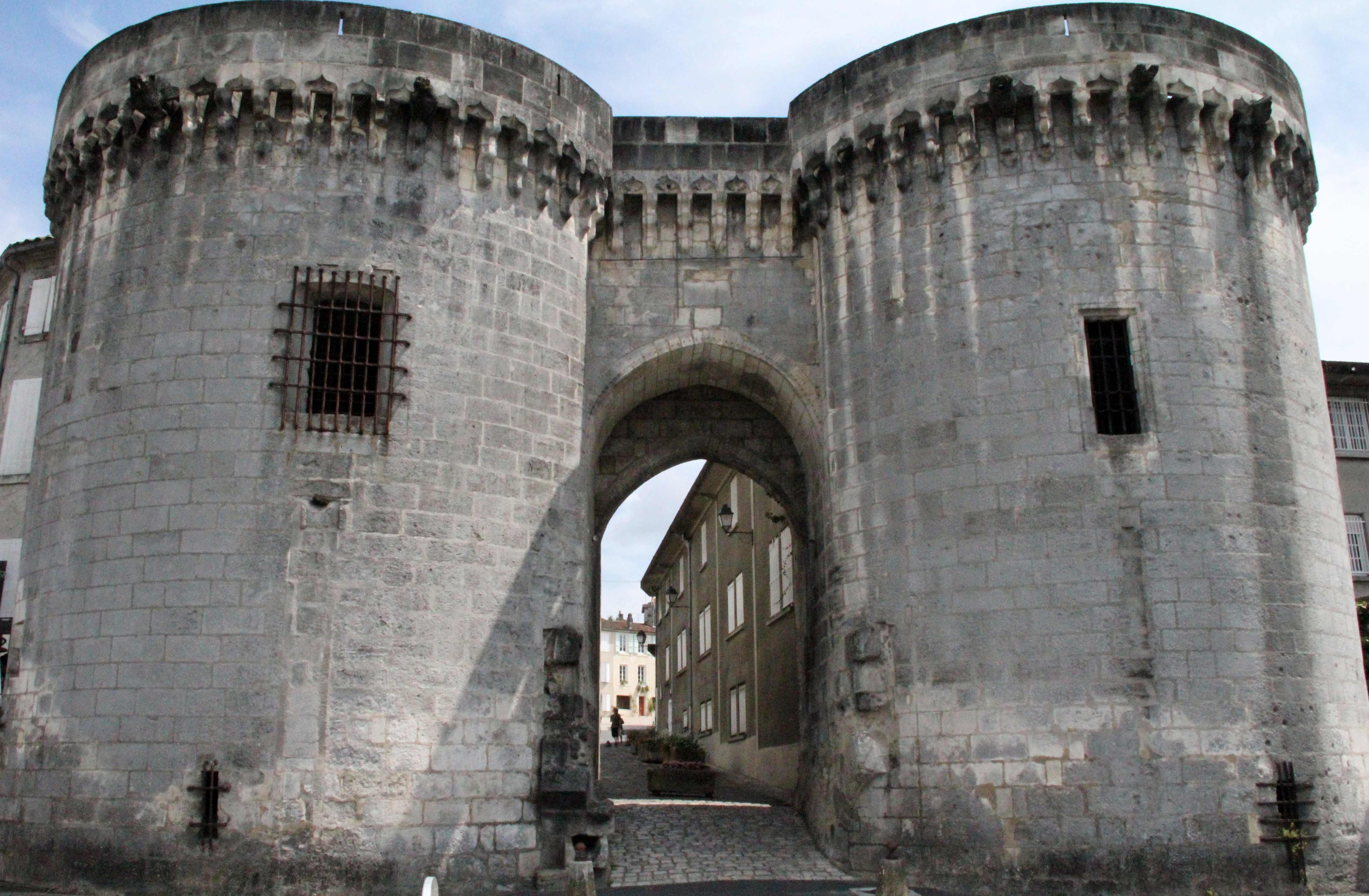
Porte Saint-Jacques

## Époque moderne

### Cognac, ville natale de François Ier
La porte Saint-Jacques fut reconstruite vers 1500, à l'emplacement des deux tours carrées du XIIe siècle, elle défendait l'entrée de la ville et le pont la reliant au faubourg Saint-Jacques.

#### Les séjours de François Ier à Cognac

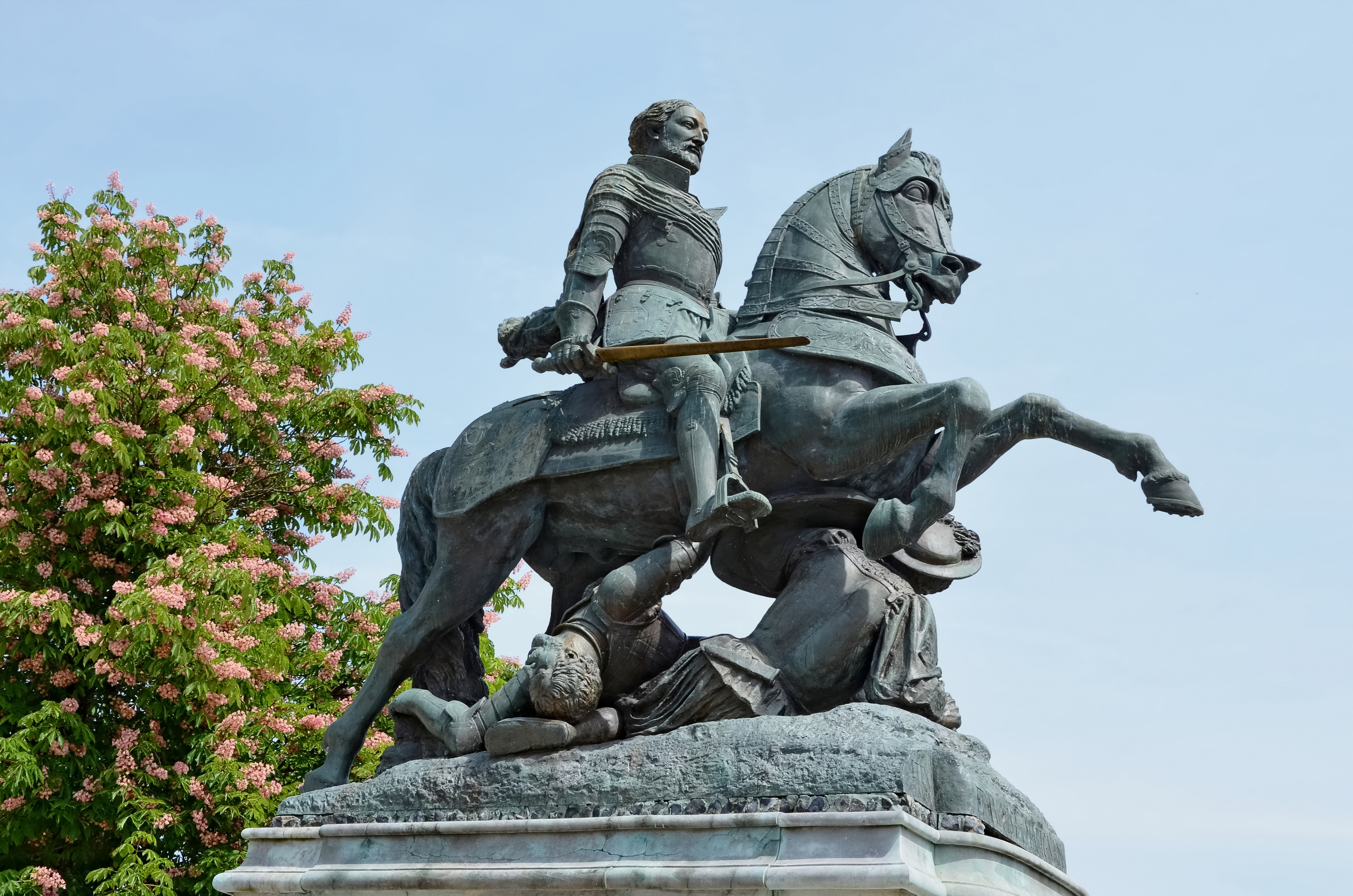
Cognac, François Ier à la bataille de Marignan, d'Antoine Étex (1864).

Le futur roi de France, François Ier, vit le jour à Cognac en 1494. Sa mère Louise de Savoie séjournait alors au château des Valois. Le jeune François passa les premières années de son enfance à Cognac et devenu roi de France, accorda à la ville le privilège du commerce de sel sur la Charente, assurant à Cognac un premier développement. Roi de France, François Ier fit plusieurs séjours dans sa ville natale : en février 1520 avec sa mère et son épouse Claude de France ; en mai 1536, de retour de sa captivité à Madrid ; En juillet-août 1530 après son mariage avec Éléonore de Habsbourg ; puis une dernière fois en décembre 1542. Ce fut là, la fin de la vie fastueuse au château de Cognac.

#### La Ligue de Cognac
Pendant la captivité de François Ier à Madrid, sa mère, Louise de Savoie,régente du royaume, était parvenue à constituer une coalition d'Etats européens inquiets de la trop grande puissance acquise par l'empereur Charles-Quint. La « Ligue de Cognac » se concrétisa le 22 mai 1526, après le retour de captivité du roi. Cette ligue réunissait le roi d'Angleterre, Henri VIII, le pape Clément VII, la république de Florence, la république de Venise et le duché de Milan, elle donna lieu à la septième guerre d'Italie ou guerre de la ligue de Cognac.

### La prise de Cognac par les pitauds
La ville était administrée par des gouverneurs dont les premiers furent Jean de Brémond de Balanzac de 1504 à 1514 puis Jacques Chesnel. Les gouverneurs suivant furent Pierre de Montalembert en 1557 et Duch d'Asnières nommés par les protestants, en 1562.
La révolte des pitauds atteignit Cognac en 1548. Quelques années avant, en 1541, la gabelle avait été imposée à la Saintonge et à l’Angoumois. Ces deux provinces étaient auparavant exemptées de cet impôt sur le sel. En 1548, la révolte gronda puis éclata près d’Angoulême, forçant les commis de la gabelle à se réfugier à Cognac. Les pitauds (les piteux, les pauvres) avaient à leur tête le sire de Puymoreau ; ils prirent Saintes et se dirigèrent ensuite vers Cognac. La ville résista ; c’était la seule qui, avec Saint-Jean-d’Angély, n’avait pas pris part à l’insurrection. Elle fut enlevée de force par les révoltés et livrée au pillage pendant l’été. Le connétable de Montmorency fut chargé par le roi de rétablir l'ordre en Angoumois, Saintonges et Aquitaine. Mais, en octobre 1549, dans un souci d'apaisement, le roi rendit aux cités leurs privilèges et leurs revenus, amnistia les mutins et supprima les amendes.

### Cognac place forte protestante

Croix huguenote

Calvin fraîchement converti à la Réforme protestante, dut fuir Paris pour trouver refuge à Angoulême chez son amis, Louis du Tillet, de décembre 1533 à avril 1534. Il aurait alors prêché dans les villes qui bordent la Charente ; certains lieux en garderaient la mémoire, comme « La Chaire-à-Calvin », par exemple. Par la suite, des églises réformées furent créées à Segonzac, Cognac, Saint-Même-les-Carrières et Jarnac par des pasteurs itinérants formés à Genève, comme Philibert Hamelin.
Lors de la première des guerres de religion, la ville de Cognac acquise au protestantisme prit les armes : elle fut reconquise en 1563 par Louis de Montpensier. En 1565, Charles IX y passa lors de son tour de France royal (1564-1566), accompagné de la Cour. En 1570, la paix de Saint-Germain, signée entre le roi Charles IX et l’Amiral de Coligny, octroyait aux protestants quatre places fortes dont Cognac.
Abandonné par les moines bénédictins durant les guerres de religion, le prieuré Saint-Léger a été occupé durant la Contre-Réforme à partir de 1623 par les bénédictines sous le nom de Notre-Dame-de-Grâce,.
Bonaventure Godet, négociant venus des Pays-Bas espagnols émigra à La Rochelle en 1550. En plus de l’exportation du sel, sa société commercialisait les vins du Cognaçais. Son succès contribua à la renommée des crus de « Champagne » et des « Borderies », des vins charentais légers.

### XVIIe siècle, le siège de Cognac

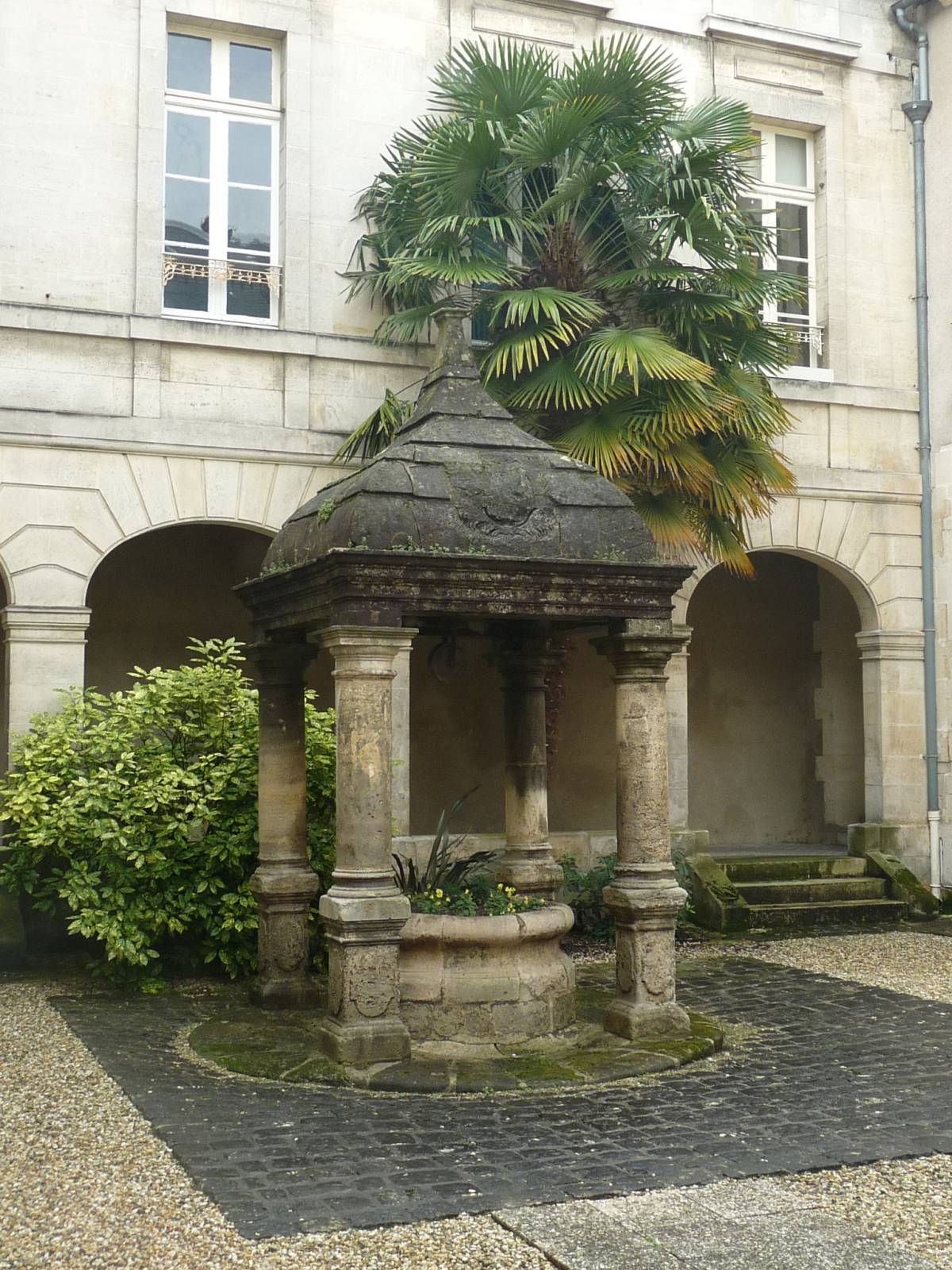
Puits du couvent des récollets

En 1610, un certain Jacques Roux faisait commerce d'une eau-de-vie qui semble être l'origine du cognac actuel. Au XVIIe siècle, le vin du Cognaçais était simplement distillé pour en assurer la conservation et en faciliter le transport. Le produit obtenu était exporté dans le nord de l'Europe à des fins de coupage : en vinant un vin avec une eau-de-vie on améliorait sa capacité de garde.
Dans le mouvement de la Contre-Réforme catholique, un couvent de Frères mineurs récollets fut fondé, à Cognac, le 22 janvier 1612. Il a été édifié de 1631 à 1635 par le père Roussel. Les travaux ont été achevés de 1641 à 1647 par le père Martial Hardy.
Le 29 juin 1621, après le siège de Saint-Jean d'Angély, le roi Louis XIII, victorieux vint séjourner au château de Cognac en compagnie du maréchal de Bassompierre, du duc d'Epernon et du connétable d'Albert de Luynes. En juillet 1622, ce fut la reine mère Marie de Médicis qui vint séjourner au château. Pendant le siège de La Rochelle, en septembre 1628, ce fut le duc d'Angoulême, fils naturel de Charle IX qui passa quelques jours au château.
En 1651, pendant la Fronde, le Grand Condé avec le soutien de l'Espagne, s'était emparé de Bordeaux. Ayant planifié une campagne pour contrôler tout le sud-ouest de la France, il envoya ses généraux François de La Rochefoucauld et Henri de La Trémoille en avant-garde prendre préventivement certains points clés le long de la Charente. Cognac était alors la seule ville fortifiée gardant encore les rives de la Charente pour le roi de France. Le siège de Cognac débuta le 7 novembre 1651, une crue de la Charente isola une partie des troupes rebelles du gros des assiégeants. Le 15 novembre, le comte d'Harcourt à la tête de troupes royales força Condé à lever le siège.
La ville de Cognac fut récompensée pour sa résistance et sa loyauté. Louis XIV octroya des lettres de noblesse à plusieurs défenseurs, et la ville bénéficia d'avantages fiscaux durables : la baisse des taxes sur les exportations d'alcools.
En 1677, ce furent le duc du Maine enfant et Madame de Maintenon, gouvernante des enfants naturels de Louis XIV qui passèrent par Cognac ; ce fut là le dernier séjour d'un membre de la famille royale dans la ville.
Au XVIIe siècle, l'hôtel de Brémond d'Ars abrita l'hôtel de ville de Cognac.

### Le développement du commerce d'eau-de-vie au XVIIIe siècle
Au début du XVIIIe siècle, Cognac se modernisa progressivement. Les remparts de la ville étaient alors à l'abandon et devenaient par endroits des jardins de chanvre ou de simples promenades. Ils ne disparurent complètement qu'en 1845.
La ville connut à nouveau des mouvements de révolte en 1718 quand le marquis d’Argenson choisit l’élection de Cognac pour expérimenter la dîme royale, impôt prévu pour être payé par tous, y compris par ceux bénéficiant de privilèges. Même si le projet fut très favorablement accueilli dans la campagne environnante, les privilégiés, qui refusaient d'être imposés, réussirent à obtenir le ralliement des citadins mettant un terme à cette tentative d'introduction d'un peu d’égalité fiscale.

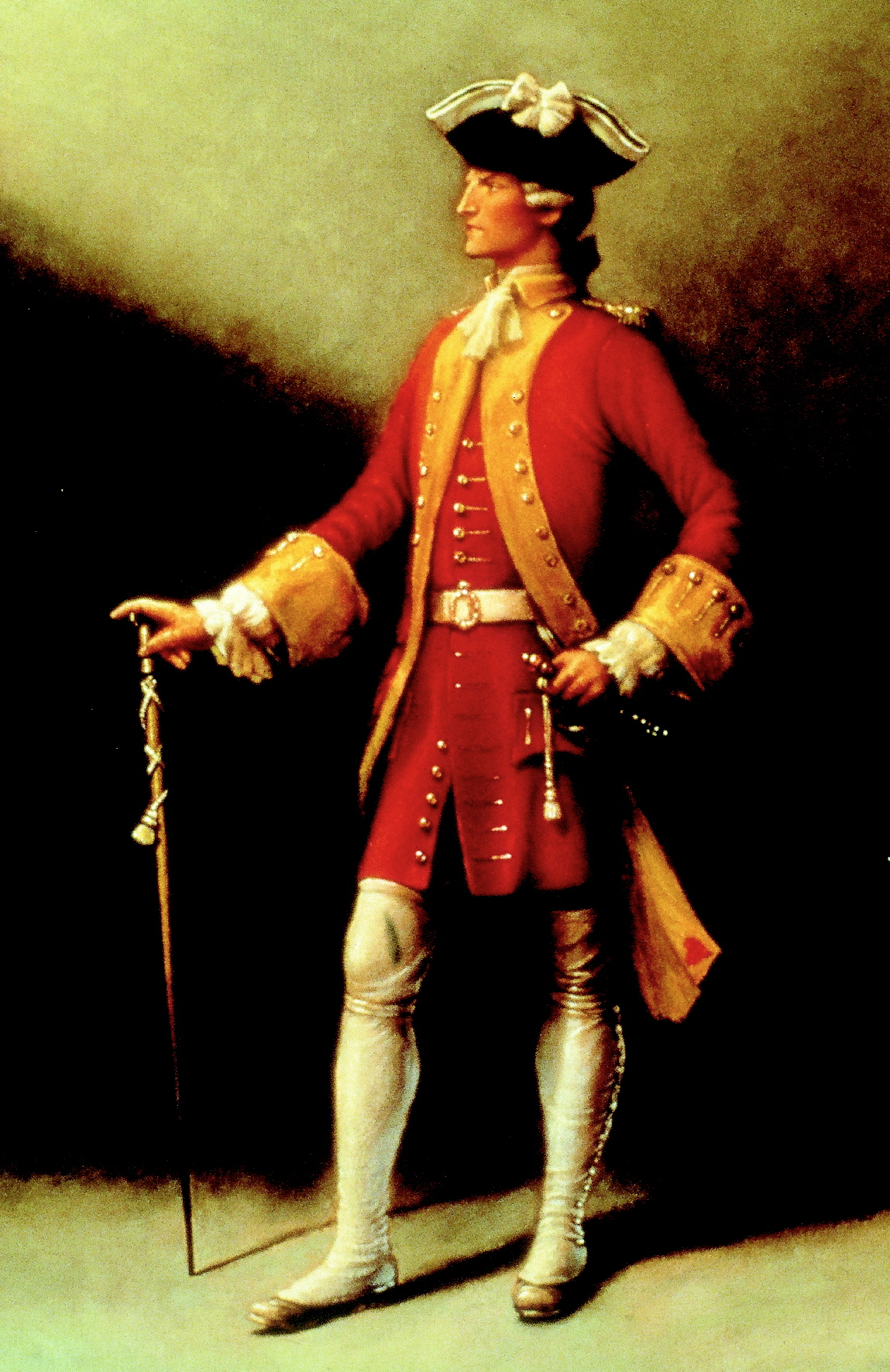
Richard Hennessy (1724-1800)

Au début du L'eau-de-vie distillée à Cognac, stockée sur une longue période, se bonifiait en vieillissant dans des fûts de chêne du Limousin et pouvait même se consommer pure. Les négociants hollandais assurèrent son transport jusqu'au port de Londres, plaque tournante commerciale de l'Europe peu après 1700. La pénurie d'alcools distillés à base de céréales fut à l'origine de l'essor du commerce du cognac. Les Britanniques et les Hollandais installés à Londres utilisaient la double distillation, du type de celle utilisée pour le whisky irlandais. Au cours du XVIIIe siècle, la double distillation ou Distillation charentaise se généralisa dans le Cognaçais.
À l'époque, quelques familles anglaises s'installèrent à Cognac et dans sa région, pour y développer le commerce d'eaux-de-vie : Jean Martell (1720), Rémy-Martin (1724), Thomas Hine (1763) à Jarnac, Richard Hennessy (1765) à côté de familles locales comme Augier et Delamain à Jarnac.
Le cognac était alors commercialisé en fûts transportés par la Charente sur des gabares appelées barques de lace. La réputation de l'eau-de-vie de Cognac ne cessa de grandir. Denis Diderot, écrivit dans l'Encyclopédie, la ville de Cognac « célèbre pour ses brandies ».
Les états généraux étant convoqués à Versailles pour le 5 mai 1789, l'assemblée primaire du tiers état de la prévôté de Cognac se réunit le 7 mars 1789 pour rédiger les cahiers de doléances. Parmi les trois députés du tiers état aux États généraux de 1789 pour la sénéchaussée d'Angoulême figurait Étienne-Jean Augier, négociant en eau-de-vie à Cognac, bien que protestant, il n'embrassa pas les idées de la Révolution et siégea à droite. Il reçut des lettres de noblesse en 1814, sous la Restauration.

## Epoque contemporaine

### Cognac chef-lieu d'arrondissement
En 1790, la ville de Cognac fut l'un des six chefs-lieux de districts du nouveau département de la Charente. Sous le Consulat, elle devint chef-lieu d'arrondissement, siège d'une sous-préfecture, en 1800.
De l'an VII à l'an XII messieurs Sarrazin, Caminade et Robin furent placés à la tête de la municipalité. Sur le plan économique, le blocus continental mit, sous le Premier Empire, un frein à l'exportation du cognac.
C'est en 1839 que Cognac put réellement commencer à se développer avec la construction de la route nationale (RN 141), reliant Saintes à Limoges qui passait par l'ancien rempart nord pour éviter le centre difficilement accessible aux véhicules ; le pont sur la Charente fut reconstruit quelques centaines de mètres en aval pour prolonger cette route. Les travaux débutèrent en 1848 ; le pont neuf fut inauguré en 1850.
En 1847, la commune de Cognac s'agrandit en absorbant une partie de la commune de Saint-Martin et les faubourgs de Saint-Lazare (Maladrerie), Saint-Antoine ainsi que le village de Cagouillet. En 1867, Cognac absorba les communes de Crouin et le reste de celle de Saint-Martin.

### Arrivée du chemin de fer à Cognac
C'est en 1854 que fut projetée la liaison ferroviaire  La Rochelle - Rochefort - Saintes - Angoulême - Limoges. Sa réalisation par tronçons entre Rochefort et Angoulême fut concédée à la Compagnie des chemins de fer des Charentes et la ligne fut ouverte en 1867. Par Angoulême, Cognac se trouvait reliée à Paris et Bordeaux, par Saintes elle était reliée à Bordeaux et à Nantes. L'arrivée du chemin de fer permit de stimuler le commerce du cognac.
La ligne de chemin de fer secondaire à voie métrique reliant Saint-Jean-d'Angély à Cognac longue de 44 km fut exploité de 1896 à 1950 par la Compagnie de chemins de fer départementaux.
L'architecte Paul Abadie, de 1828 à 1839, fit construire par l'entrepreneur Paul Deménieux un bâtiment à côté de la porte Saint-Jacques pour agrandir l'édifice qui servait de prison et le resta jusque vers 1860. A l'intérieur, nombreux graffiti sont accompagnés de dates gravées : 1720, 1752, 1771, 1783. Paul Abadie fut également l'architecte du temple protestant de Cognac construit de 1838 à 1840.
En 1857, le géologue Henri Coquand a donné le nom de coniacien au troisième étage géologique du Crétacé supérieur qui affleure à Cognac.
A la fin du XIXe siècle et au début du XXe siècle, la ville de Cognac racheta deux hôtels particuliers : en 1889, l'hôtel Otard de la Grange qui devint l'hôtel de ville, en 1892 et l'hôtel Dupuy d’Angeac, en 1921 qui devint le Musée d'Art et d'Histoire de Cognac. les parcs de ces deux hôtels furent réunis pour former le Jardin public de Cognac. La mairie tout comme la sous-préfecture étaient situées auparavant dans l'ancien couvent des Récollets.

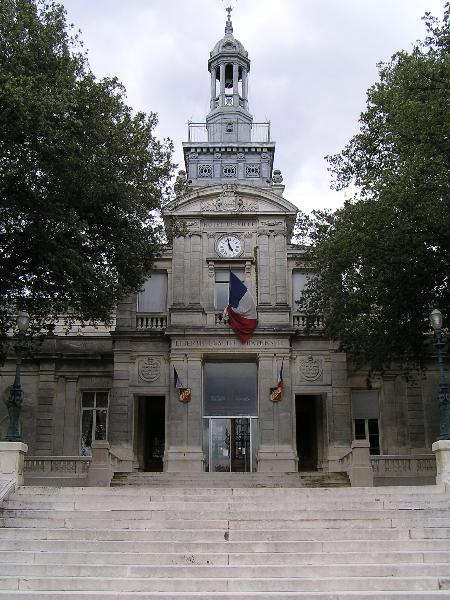
Hôtel de ville de Cognac, façade sud.
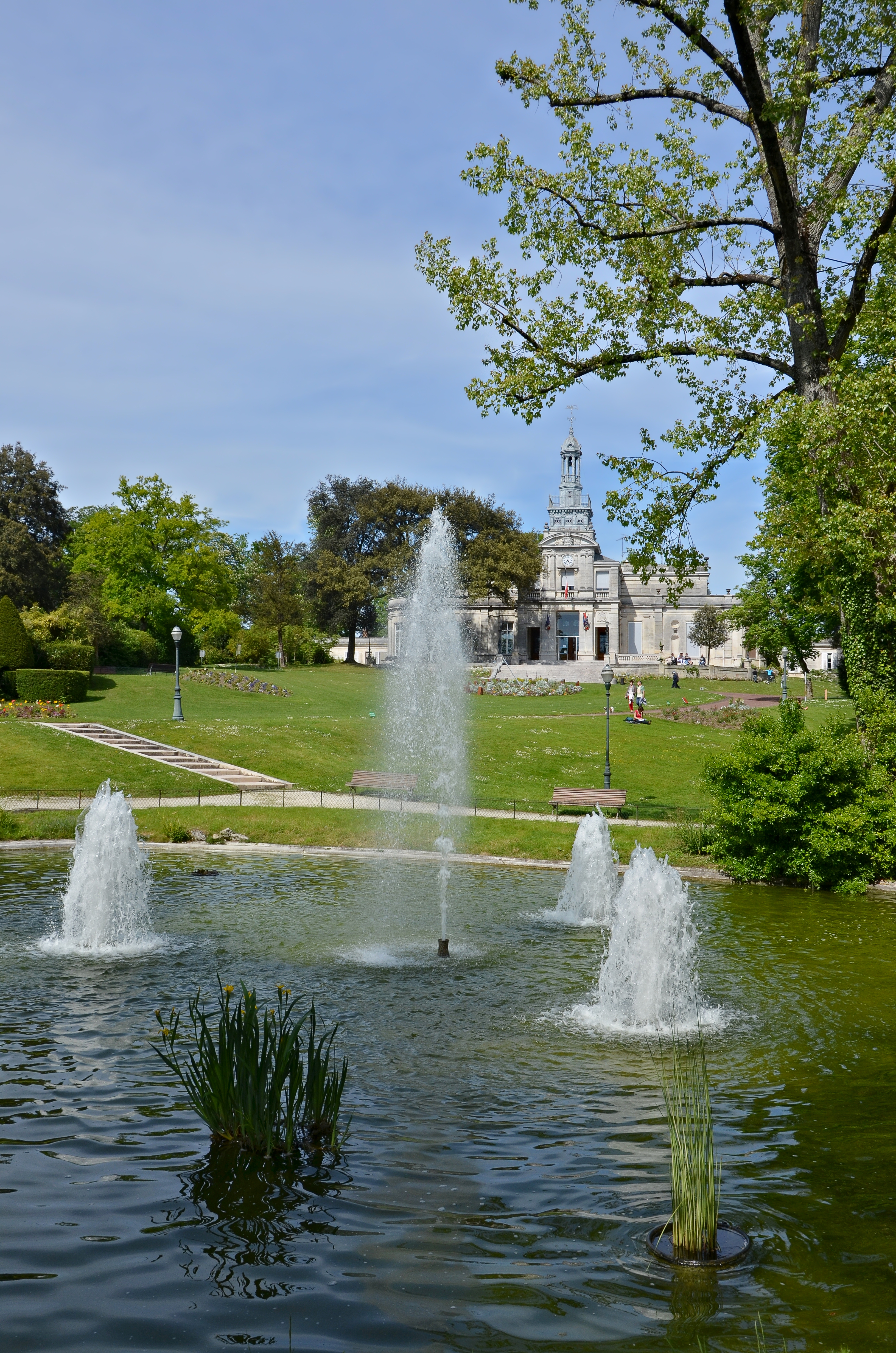
L'hôtel de ville vu depuis le jardin.
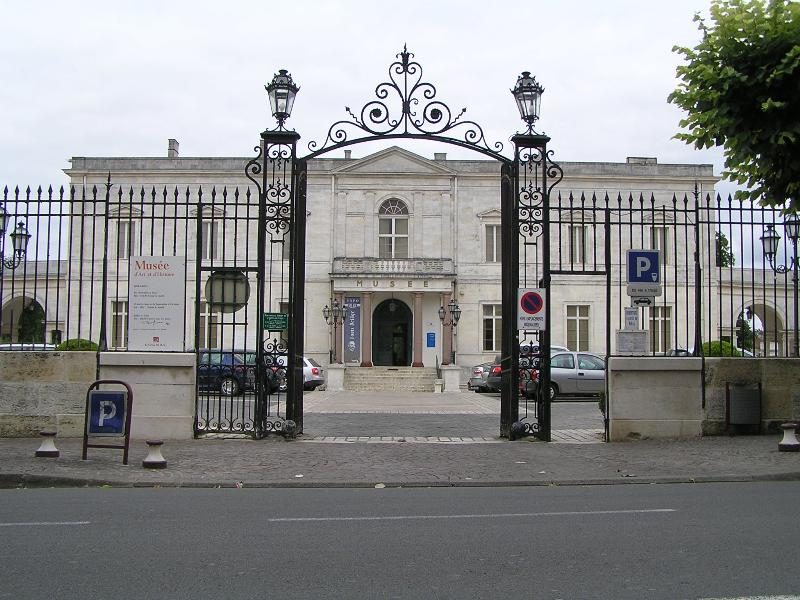
Musée d'art et d'histoire de Cognac

### La crise du phylloxéra et l'âge d'or du cognac
La production de cognac connut au XIXe siècle une très forte croissance de 36 000 hl, en 1799, elle était de 150 000 avant 1860. Le traité de libre échange avec le Royaume-Uni de 1860 baissait les droits de douanes sur les exportations de vins et d'alcools ce qui stimula la production de cognac qui atteignit 478 000 hl, en 1879.
À partir de 1870, la campagne cognaçaise fut frappée de plein fouet par le phylloxéra qui détruisit une grande partie du vignoble : des 280 000 hectares de vignoble qui s’étendait jusque dans le sud des Deux-Sèvres, il n’en restait que 52 000 en 1891. De cette crise majeure, les négociants de cognac tirèrent profit. Petit à petit ceux-ci, grâce à leur assise financière, purent associer la distillation et l'assemblage pour devenir producteurs en achetant désormais les récoltes de vins et non plus l'eau-de-vie aux viticulteurs et aux distillateurs. C'est en 1891 que le nom cognac fut utiliser pour la première fois comme appellation pour les eaux-de-vie locales.

Les crus de cognac

Le commerce du cognac reprit et permit la croissance de la ville qui passa de 2 800 habitants en 1800, à 7 000 en 1856, 14 900 en 1876, pour atteindre 20 000 habitants en 1896. Dans la seconde moitié du XIXe siècle, l'exportation du cognac connut une forte croissance : Etats-Unis, Indes, Russie, Brésil, Australie, Chine, Japon... furent les principales destinations.
En 1878, Claude Boucher s'installa à Cognac pour y fonder une verrerie et inventa en 1898 une machine à souffler le verre. Le cognac fut désormais commercialisé en bouteille et non plus en fût. La verrerie Claude Boucher fut absorbée en 1962 par la société Saint-Gobain.
La zone d'appellation contrôlée « cognac » fut fixée par un décret du 1er mai 1909, à partir des caractéristiques des sols définies par le géologue Henri Coquand en 1860.
Les maisons de cognac, entreprises familiales au départ, se transformèrent petit à petit, en s'alliant à d'autres sociétés ou avec des groupes de spiritueux internationaux, ce fut le début de la séparation économique entre la ville et son produit. C'est dans le dernier quart du XXe siècle que cette tendance prit de l'ampleur : en 1971 JAs Hennessy s'allia avec Moët & Chandon, puis en 1987 fut fondé le groupe LVMH ; en 1987, la société Martell passa sous le contrôle du groupe canadien Seagram avant de rejoindre, en 2001 le groupe Pernod Ricard...

### Naissance du sport à Cognac

#### L'aviron
Les premières traces de la pratique de l’aviron à Cognac, remontent à 1863. À l’époque, il se pratiqua d'abord sous forme de canotage : promenade en famille dans des barques où l’esthétisme de l’embarcation primait sur sa vitesse. Petit à petit, à l’occasion de confrontations appelées régates, les concurrents recherchèrent à affiner leurs entraînements et leurs embarcations. Le Cognac Rowing Club vit le jour en 1864 et le Cognac Yacht Club, en 1877.

#### Rugby et football
L'Union sportive cognaçaise était un club de rugby à XV qui fut créé le 2 décembre 1899.
Le football se structura à partir de 1903 avec la création de l'Union amicale Cognac Foot Charente.

### Cognac dans la Grande Guerre

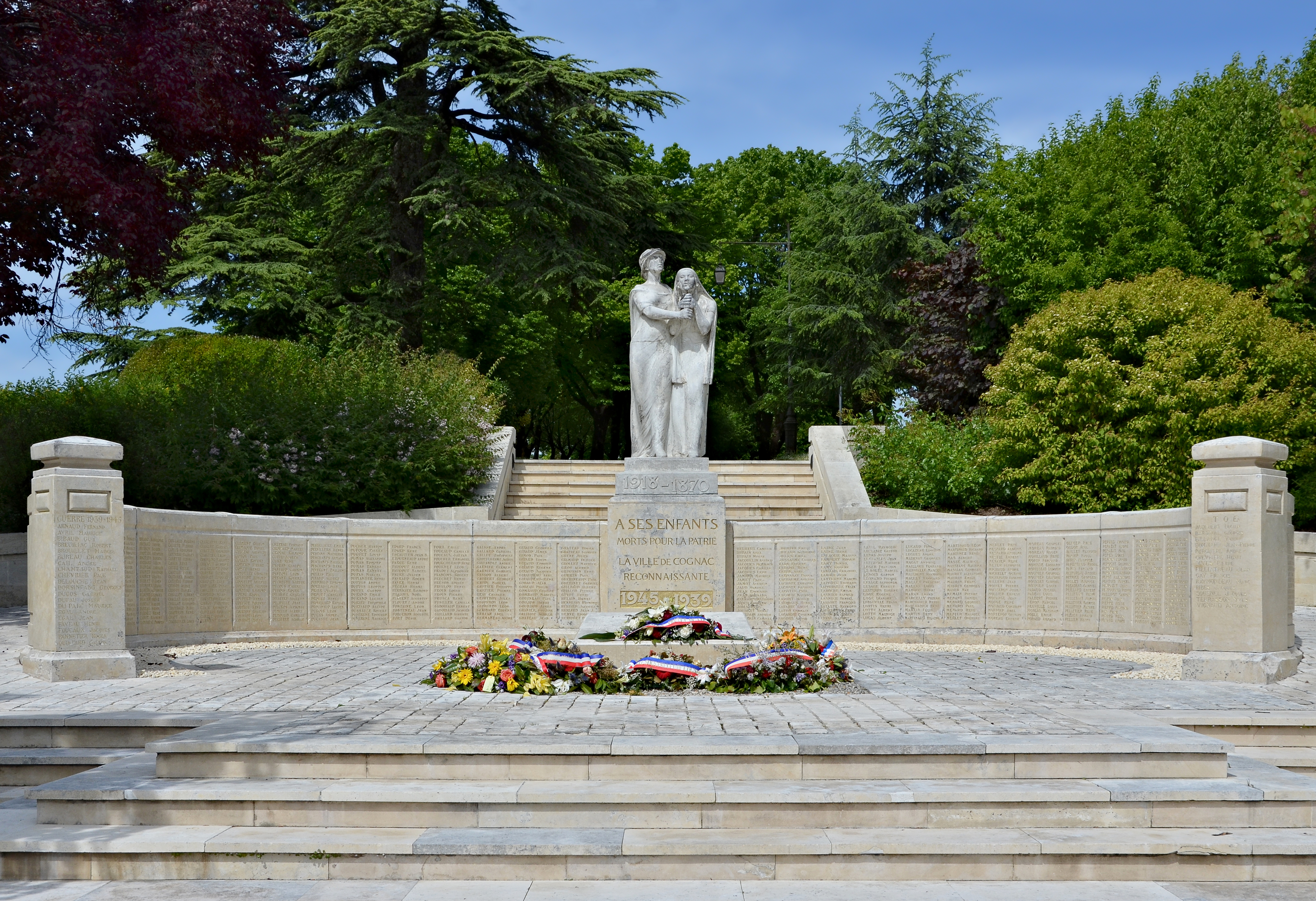
Le monument aux morts (statue d'Albert Bartholomé).

Située à 800 km du front, Cognac fut tout au long de la Première Guerre mondiale une ville de l'arrière.
« C’est avec le calme et la confiance, avec la froide et virile résolution qu’inspirent les plus nobles causes [...] que l’ordre de mobilisation a été accueilli », écrivait, le 2 août 1914, Pascal Combeau, maire de Cognac. Le 15 novembre 1914, le préfet de la Charente, Alfred Ducaud, écrivaitt : « Les vaillants, là-bas, sur la ligne de feu, ont besoin du chaleureux réconfort du vin de Charente, qui leur donnera la vigueur et les forces nécessaires pour repousser l’envahisseur [...]. C’est à vous, Messieurs les Maires, que je confie la mission de rechercher dans vos communes ceux de vos administrés qui voudront bien offrir gracieusement du vin de la récolte ou de l’eau-de-vie, cette gloire de Charente, qui seront envoyés à nos soldats. Je suis persuadé que tous [...] y contribueront parce qu’il n’y a pas une chaumière, pas un château, qui ne compte actuellement un de ses enfants aux armées. »
Des hôpitaux temporaires de la Croix-Rouge furent installés au collège Elisée-Mousnier, à l’école Cagouillet, à la Providence, dans un hôtel particulier rue de Pons. Entre 1917 et 1919, trois régiments de chasseurs tchécoslovaques, un effectif d’environ 11 000 soldats, furent formés en France, et en particulier à Cognac et à Jarnac.

### Entre-deux-guerres, Cognac et le Front populaire
En 1925, le musée d'art et d'histoire de Cognac ouvrit ses portes dans l'ancien hôtel Dupuy d'Angeac.
Les émeutes du 6 février 1934 suscités par les ligues d'extrême droite à Paris ont provoqué une réaction unitaire de la gauche à Paris comme en province. Le 12 février :  « à Cognac, pour la première fois, les socialistes défilent dans la rue avec leur bannière rouge ». Comme dans de nombreuses localités, des manifestants ressentaient le devoir impérieux de défendre la démocratie face à la montée des nationalistes et des fascistes. Cependant aux élections municipales de 1935, c'est la liste de la droite et du centre conduite par Paul Firino-Martell qui l'emporta. Aux élections législatives de 1936, Georges Ménier fut réélu député sous l'étiquette « radical ». Le 10 juillet 1940, il vota les pleins pouvoirs à Pétain.

### La Seconde Guerre mondiale à Cognac entre collaboration et résistance
L'armistice du 22 juin 1940 signé entre la France et l'Allemagne fit que le département de la Charente fut divisé en deux par la ligne de démarcation. Angoulême, Cognac et le sud du département furent intégrés à la Zone occupée tandis que la Charente limousine fut rattachée à la zone non-occupée dite « zone libre » jusqu'au 11 novembre 1942 lorsque l'armée allemande occupa tout le territoire métropolitain.

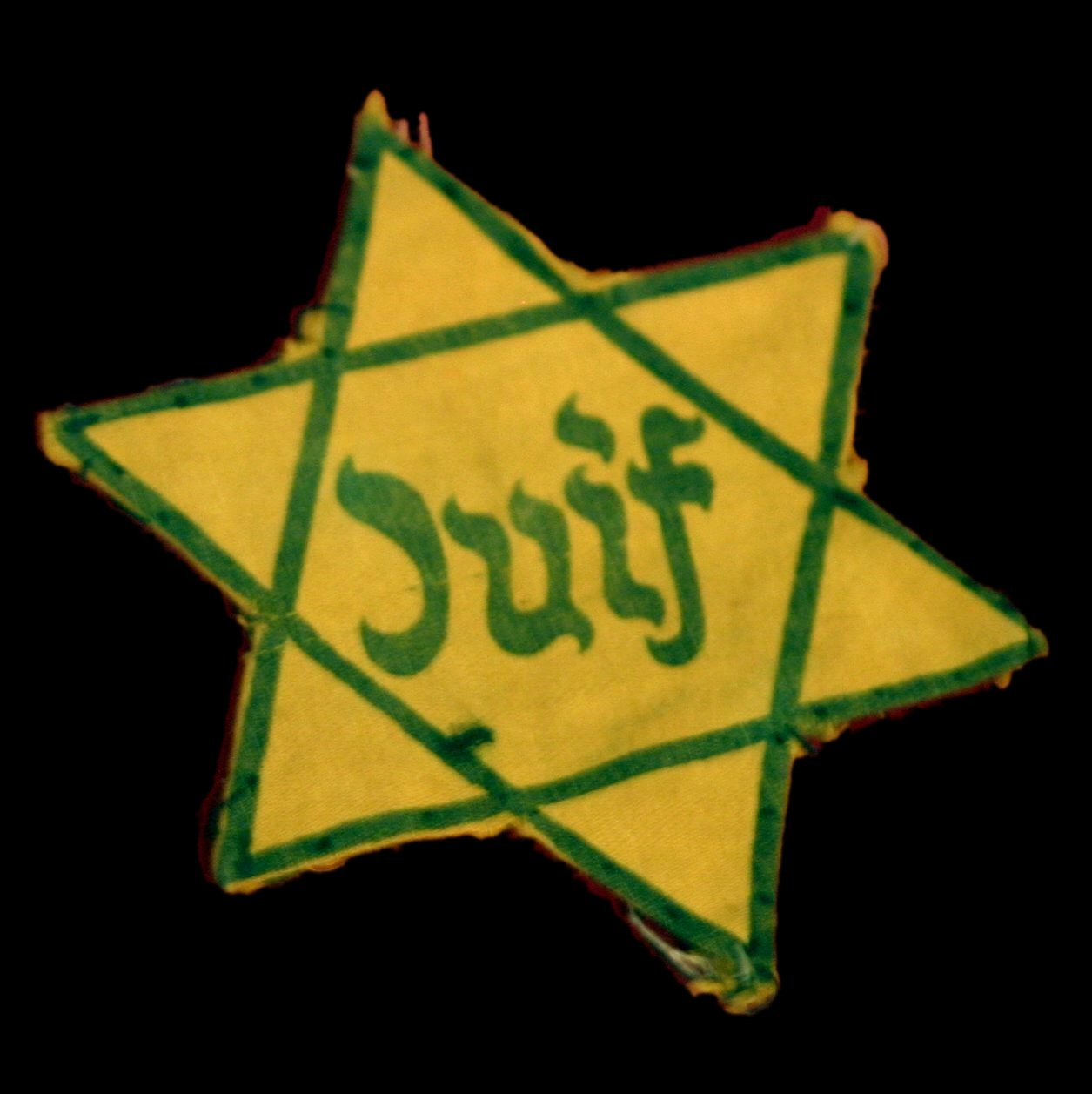

Le 8 octobre 1942, la police française effectua une grande rafle des Juifs habitant dans le département de la Charente. A Cognac, 5 Juifs furent arrêtés. Les arrestations de Juifs continuèrent dans les mois qui suivirent, au total 36 Juifs furent arrêtés à Cognac puis internés et déportés.
En l'absence d'un ouvrage de référence sur l'histoire de Cognac entre 1939 et 1945, nous en sommes réduits à utiliser les témoignages de certains acteurs de ces année noires.
La collaboration économique et la livraison de cognac aux soldats de la Wehrmacht reste à étudier. De même que la création, le 7 janvier 1941, sous le régime de Vichy, d'un « Bureau national de répartition des eaux de vie et du cognac », l'ancêtre de l'actuel Bureau national interprofessionnel du cognac.

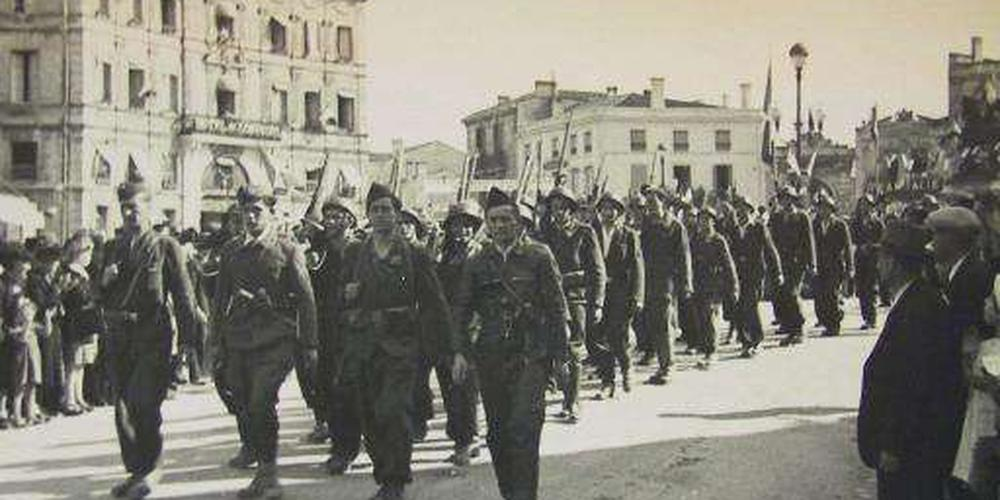
Cognac, place François Ier, défilé des FFI, le 2 septembre 1944.

Le rôle de la résistance à Cognac et dans le Cognaçais reste elle aussi à étudier. La première vague de résistance fut communiste, elle fut active dès 1941 mais fut décapitée en 1942. La seconde vague fut le fait de l'Organisation civile et militaire (OCM) et du réseau Jade-Amicol dont les membres travaillaient pour l'Intelligence Service (service du renseignement britannique). La base aérienne de Cognac fut bombardée par les Alliés, le 31 décembre 1943.
La libération de la ville se déroula en plusieurs temps. Dans la journée du 29 août 1944, les unités de l'armée allemande qui occupaient la ville effectuaient leur repli vers le nord mais d'autres unités traversaient la ville dont la 158e division de sécurité, qui fermait le repli de la « colonne Ester ». Le 1er septembre, des résistants des groupes Bir-Hakeim et quelques FTP étaient présents dans la ville. Cependant, c'est le 2 septembre que le lieutenant « Marie-Antoinette » et les soldats de l'Armée secrète entrèrent dans Cognac. Le 2 septembre est la date officielle de la libération de la ville. Deux résistants tombèrent sous les balles allemandes, Juan Lozano et Pierre Weyland, le 28 ou le 30 août 1944, les témoignages divergent. Le 13 septembre 1944, Cognac recevait la visite du général de Gaulle.

### Fin du XXe et début du XXIe siècles
En 1982, une crue centennale de la Charente atteignit la cote record de 8,45 m à Cognac. L'inondation dura presque deux semaines et frappa les esprits.

#### Cognac cœur de l'intercommunalité

En 1962, fut créé le district de Cognac. Le 14 décembre 1993, fut créée la Communauté de communes Grand Cognac regroupant douze communes. Le 1er janvier 2017, elle fusionna avec la  Communauté de communes de Grande Champagne, la Communauté de communes de Jarnac, la Communauté de communes de la région de Châteauneuf pour former la Communauté d'agglomération du Grand Cognac regroupant 55 communes et dont le siège est à Cognac.
La tempête de fin 1999 frappa Cognac, comme toute la région et détruisit une grande partie des arbres du parc François-Ier et du jardin public. Le parc grâce au travail de la municipalité et des associations locales retrouve petit à petit son attrait.

#### Sport et culture à Cognac
De 1982 à 2007, se déroula le Festival du film policier de Cognac. Depuis 1996, le Festival Polar est un festival organisé  à Cognac, à l'initiative de Bernard Bec. Consacré initialement au roman et à la BD, il s'est élargi en 2010 au cinéma, à l'audiovisuel et au spectacle vivant pour devenir le seul festival présentant et récompensant cinq arts : bande dessinée, cinéma, littérature, télévision et théâtre.
Depuis 1988, le festival Littératures européennes Cognac se déroule annuellement dns la ville.
En 2004 inauguration d'un nouveau musée, le Musée des savoir-faire du cognac ou M'CO.
Après un an de préparation, la ville a obtenu le 6 janvier 2012 le label (attribué par le Ministère français de la culture) « Ville d'art et d'histoire ».
En 1965, les deux clubs d'aviron de Cognac fusionnèrent pour former le Cognac Yacht Rowing Club (CYRC). La même année L'équipe de rugby cognaçaise remporta le Challenge Yves du Manoir.
Le 28 juillet 2007, la ville a accueilli la 19e étape du Tour de France, une étape contre-la-montre entre Cognac et Angoulême.
Le 1er juillet 2017, l'US Cognac et le RAC angérien fusionnèrent pour former l'Union Cognac Saint-Jean-d'Angély.